# Álvaro Jardón
Álvaro Jardón (Oviedo, Asturias, España, 13 de noviembre de 1977) es un bajista, quien formó parte de la banda de power metal WarCry y Darna. Sus influencias vienen de Billy Sheehan, John Myung, Cliff Burton. Actualmente forma parte de la banda de hard rock/metal Presidio y de la banda de metal alternativo Inner Shell.

## Biografía
Nacido el 13 de noviembre de 1977 en Oviedo, Asturias, desde muy joven siempre sintió una atracción por el mundo de la música, intentando iniciarse en esta desde los 6 años, pero no pudiendo por razones personales.
A la edad de 15 años comienza a tocar la guitarra clásica, pasándose al bajo eléctrico con 16 años, siendo su influencia principal Cliff Burton (uniéndosele más tarde gente como Billy Sheehan, Luis Mariutti, John Myung, Nathan East, John Pattitucci...). A partir de ahí comienza su andanza musical y su paso por una amplia variedad de grupos, así como asistiendo a clases con gente de la talla de Alfredo Morán (John Falcone, Catarsis Jazz Quartet).
A la edad de 19 años conoce a Víctor García, entrando a formar parte en la formación de WarCry en 1997-1998, hasta que éste se marcha para Avalanch tras la grabación de su disco "Llanto De Un Héroe". En ese momento, junto a los entonces miembros de WarCry, se intenta seguir con el grupo sin ningún resultado, así que un año después forma Darna junto a otros dos de sus compañeros de grupo entre otros.
Tras tres años de estancia en Darna, después de haber grabado los bajos en su disco debut "Darna" y compartir escenario con bandas como Darkmoor o Ñu, Víctor García vuelve a llamarle para entrar en las filas de WarCry una vez más tras su salida de Avalanch, poco antes de la salida de su primer disco "WarCry", pasando a formar parte de la banda en marzo de 2002 y grabando su segundo disco "El Sello De Los Tiempos" y tercero "Alea Jacta Est" durante el 2003. Después de terminar la gira de "El Sello De Los Tiempos" y antes de la salida de "Alea Jacta Est" anuncia su despedida de la banda.
En 2012 conoce al guitarrista Enrique Arnaiz, creando juntos Inner Shell, donde se incorporarán el batería Mariano Mandala y el cantante Álvaro del Pozo.
En 2013 se une a la otra banda de Álvaro del Pozo, Presidio, durante la gira de presentación de su segundo disco "La Edad De Los Esclavos".

## Discografía

### Darna
- Darna (2002)

### WarCry
- El sello de los tiempos (2002)
- Alea Jacta Est (2004)

### Colaboraciones
- WarCry (2002)
- El Camino De Hades (2012)